# 90 mm M1/M2/M3
O Canhão de 90 mm M1/M2/M3 foi o mais importante usado pelos Estados Unidos durante e após a Segunda Guerra Mundial, foi usado no perfil antiaéreo e posteriormente como canhão antitanque, foi também a arma principal do carro de combate M36 Jackson.

## Variantes
- M1
- M1A1
- M2
- M3
- M3A1